# Lapptjärnarna (Lycksele socken, Lappland)
Lapptjärnarna är en sjö i Lycksele kommun i Lappland och ingår i Umeälvens huvudavrinningsområde.